# اللادينية في أوغندا
تُعد اللادينية في أوغندا أمراً غير شائع بين الأوغنديين، حيث أن المسيحية هي الدين السائد في البلاد. ويعتبر 0.9٪ فقط من الأوغنديين أنهم بلا دين. معظم الأوغنديين يُعتبرون متدينين وهناك وصمة عار كبيرة مُلحقة باللادينيين في أوغندا.
أنشأت مجموعة صغيرة من الملحدين مثل جيمس أونين منظمات تعارض السحر والخرافات في أوغندا.
في فبراير 2015، تم إطلاق BiZoHa، أول ملجأ «للمتحررين فكرياً» في العالم، في مدينة ميوخوي، مقاطعة كاسيس في غرب أوغندا. وتم تمويل حملة بدء هذا البرنامج في المقام الأول من قبل زولتان إيستفان وهانك بيليسيي.

## وصلات خارجية
- Freethought Kampala